# Saint Ouen
Saint Ouen (jèrriais Saint Ouën) – Okręg (parish) na wyspie Jersey, jednej z Wysp Normandzkich. St. Ouen jest największym pod względem powierzchni parishem na Jersey. W okręgu znajdują się ruiny XIV- wiecznego zamku Grosnez. 